# Stazione di Cecilia
La stazione di Cecilia è una stazione ferroviaria posta sulla cosiddetta "metropolitana del San Paolo". Serve il quartiere Cecilia della città di Modugno.

## Storia
La stazione è stata attivata il 4 luglio 2017  contemporaneamente alla nuova tratta dalla stazione di Ospedale.

## Movimento
La fermata, che si trova al quartiere Cecilia di Modugno, su via Molise, nel tratto compreso tra via Abruzzi e via Ancona, è il capolinea della linea FM1, in attesa del completamento della stazione di Regioni.

## Servizi
- biglietteria a sportello
- ascensori
- toilette